# Le Métro fantôme
Pour les articles homonymes, voir Dutchman.
Le Métro fantôme (Dutchman) est une pièce de théâtre écrite par Amiri Baraka sous le nom de plume de LeRoi Jones. Elle a obtenu en 1964, à New York, l'Obie Award, récompense décernée à la meilleure pièce de l'année et a rallié à Paris la quasi-unanimité de la critique.

## Argument
C'est, dans l'obscurité ferraillante d'un tunnel de métro new-yorkais, une nouvelle traversée du Vaisseau fantôme de Richard Wagner.
Clay, le noir, en est le nocher, condamné lui aussi à errer jusqu'au jour où il sera délivré par l'amour : la Senta de ce Daland noir est blanche et de leur rencontre dépendra, un instant, la rédemption du jeune homme. Cela n'aura, bien sûr, pas de suite. Le petit-bourgeois noir va singer les blancs, très mal, devant une fausse intellectuelle blanche, qui singera les noirs plus mal encore. En s'inversant, l'incompatibilité s'aggravera et, mettant fin au simulacre, Clay redeviendra un noir à part entière pour choisir la révolte.

## Adaptation cinématographique
La pièce a été adaptée au cinéma, en 1967, sous le titre Dutchman, dans une réalisation d'Anthony Harvey sur un scénario de LeRoi Jones, avec Shirley Knight et Al Freeman Jr. dans les rôles principaux. Shirley Knight a été récompensée, lors de la Mostra de Venise 1967, par la coupe Volpi d'interprétation féminine.
Le film, tourné en anglais avec des capitaux britanniques, n'a semble-t-il jamais été distribué dans une version française.